# Marek Erfurth

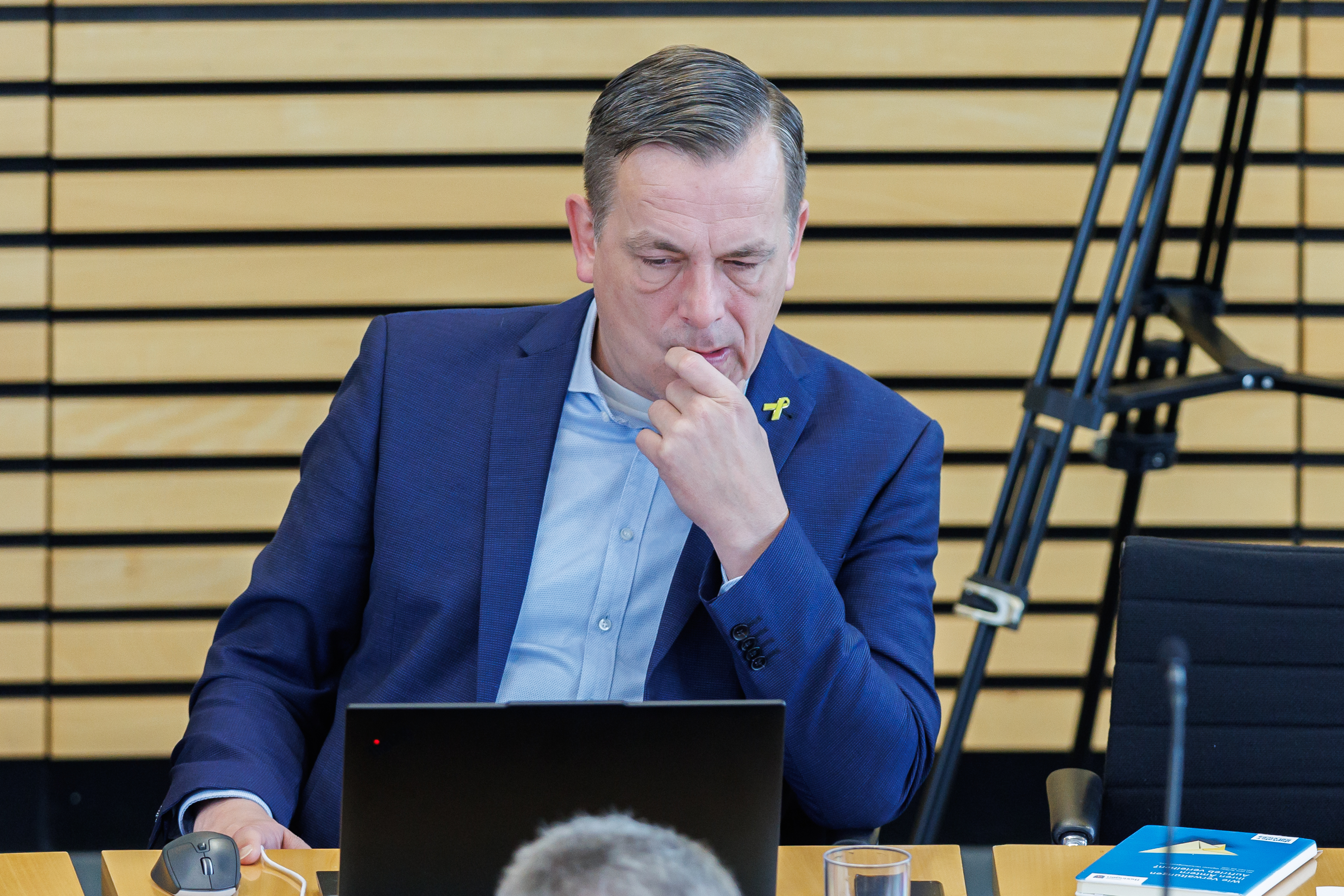
Marek Erfurth (2024)

Marek Erfurth (* 22. Juni 1976 in Gera) ist ein deutscher Politiker (AfD). Er ist seit 2024 Mitglied des Thüringer Landtags.

## Leben
Erfurth legte die Mittlere Reife und leistete anschließend von 1994 bis 1997 Wehrdienst. Anschließend wurde er Teil der Reserve der Bundeswehr. Von 1998 bis 2000 absolvierte er eine Ausbildung zum Gerüstbauer. Von 2000 bis zu seinem Einzug in den Landtag 2024 war er für einen Sicherheitsdienst im Bereich Geld- und Werttransport tätig.

## Politik
Erfurth ist seit 2017 Mitglied der AfD. Seit 2019 ist er Mitglied des Stadtrats von Erfurt.
Bei der Landtagswahl in Thüringen 2019 kandidierte Erfurth im Wahlkreis Erfurt III, verfehlte jedoch den Einzug in den Landtag. Bei der Landtagswahl 2024 zog er über das Direktmandat im Wahlkreis Erfurt IV in den Landtag ein.